# بزرگراه شهید اقارب‌پرست
بزرگراه شهید حسن اقارب پرست بزرگراهی شرقی _غربی در جنوب اصفهان است. کوه صفه در جنوب تقاطع این بزرگراه و بزرگراه شهدای صفه واقع شده است.
حمل و نقل و تردد خودروها در جنوب کلانشهر اصفهان به‌طور عمده از چند بزرگراه از جمله این بزرگراه است.
این بزرگراه به یادبود حسن اقارب‌پرست معاون لشکر ۹۲ زرهی اهواز نامگذاری شده است.

## تقاطع ها
| به صورت زیر ادامه می‌یابد: بزرگراه شهدای صفه      |                                    |
|                                                  | خیابان شهدای صفه                   |
|                                                  | خیابان جانبازان                    |
|                                                  | بزرگراه شهید میثمی                 |
|                                                  | بزرگراه شهید کاظمی آزادراه ذوب آهن |
| به صورت زیر ادامه می‌یابد: بلوار آیت الله درچه ای |                                    |
| از شمال تا جنوب                                  |                                    |